# Fitobentos

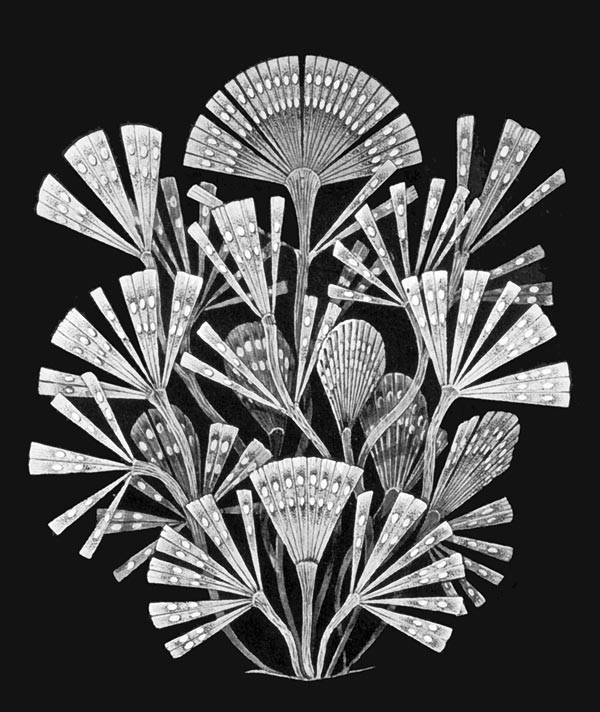
Okrzemki fitobentoniczne

Fitobentos – zespół organizmów tradycyjnie zaliczanych do roślin związanych z dnem zbiornika wodnego lub cieku i strefą przydenną (bentalem). Część bentosu. Czasem zakres ten jest ograniczany ze względu na rozmiar organizmów, tj. większe rośliny (rośliny naczyniowe, ramienice, gałęzatka itp.) nie są określane jako fitobentos, lecz jako makrofity. Według innych klasyfikacji makrofity związane z dnem również należą do bentosu. Drobne glony przyczepione do podłoża określane są z kolei jako mikrofitobentos (peryfiton), przy czym niektórzy autorzy rozgraniczają zespoły bentosu i peryfitonu, do pierwszej kategorii zaliczając wyłącznie organizmy zasiedlające dno, a do drugiej organizmy osiadłe na przedmiotach ponad dnem, gdyż warunki (zwłaszcza natlenienie i inne warunki fizyczno-chemiczne) w tych dwóch strefach różnią się. Do fitobentosu należą organizmy zaliczane według współczesnej taksonomii do różnych królestw biologicznych – oprócz glonów zaliczanych obecnie do roślin, takich jak drobne zielenice czy krasnorosty, również glony zaliczane do protistów (tzw. protisty roślinopodobne), jak okrzemki, a także do bakterii, czyli sinice. Inni przedstawiciele tych grup mogą wchodzić w skład fitoplanktonu, a nawet te same organizmy mogą w zależności od warunków trafiać do planktonu (tychoplankton).
Fitobentos tworzy zbiorowiska organizmów przybierające postać od nalotu po podwodne łąki (np. łąki ramienicowe). Glony bentosowe mogą przytwierdzać się do dna przy pomocy różnego rodzaju chwytników i stylików, wiele spoczywa luźno na podłożu, a niektóre zdolne są do ruchu pełzającego (dzięki wydzielaniu śluzu, którym odpychają się od podłoża poruszają się desmidie i niektóre okrzemki, a dzięki innego typu ruchom niektóre sinice nitkowate, takie jak drgalnica). Przytwierdzone do dna glony mogą mocno przylegać do dna tworząc struktury skorupiaste lub poduszkowate (np. Rhodoplax schinzii) albo tworzyć wiotkie, taśmowate, biczowate, krzaczkowate lub płatowate plechy (np. listownica).
Fitobentos występuje do głębokości 130–180 m w morzach ciepłych i stosunkowo przezroczystych (np. Morze Śródziemne) lub kilkudziesięciu metrów w morzach północnych. Strefa przez niego zajmowana w zasadzie pokrywa się z litoralem (fitolitoral).
Stan makrofitów i fitobentosu jest jednym ze wskaźników stanu ekologicznego śródlądowych wód powierzchniowych określonych w Ramowej Dyrektywie Wodnej. Dla wód morskich i przejściowych zamiast kategorii "makrofity i fitobentos" stosowana jest kategoria "makroglony i okrytozalążkowe". W rozporządzeniu Ministra Środowiska RP wdrażającym tę dyrektywę stan fitobentosu jest wyrażany wskaźnikami okrzemkowymi.